# Fischteiche Blumberger Mühle
Fischteiche Blumberger Mühle este o arie protejată (arie specială de conservare — SAC, sit de importanță comunitară — SCI) din Germania întinsă pe o suprafață de 320,3 ha, integral pe uscat.

## Localizare
Centrul sitului Fischteiche Blumberger Mühle este situat la coordonatele 53°02′41″N 13°56′28″E / 53.0447°N 13.9411°E.

## Înființare
Situl Fischteiche Blumberger Mühle a fost declarat sit de importanță comunitară în septembrie 2000 pentru a proteja 6 specii de animale. Situl a fost protejat și ca arie specială de conservare în octombrie 1990.

## Biodiversitate
Situată în ecoregiunea continentală, aria protejată conține 4 habitate naturale: Cursuri de apă de la nivel de câmpie la nivel montan, cu vegetație Ranunculion fluitantis și Callitricho-Batrachion, Liziere de ierburi înalte hidrofile de câmpie și de nivel montan până la alpin, Mlaștini turboase de tranziție și turbării mișcătoare, Mlaștini împădurite.
La baza desemnării sitului se află mai multe specii protejate:
- amfibieni (2): buhai de baltă cu burta roșie (Bombina bombina), triton cu creastă (Triturus cristatus)
- mamifere (3): castor (Castor fiber), vidră de râu (Lutra lutra), liliac comun (Myotis myotis)
- pești (1): zvârluga (Cobitis taenia)

Pe lângă speciile protejate, pe teritoriul sitului au mai fost identificate 2 specii de amfibieni.